# Hauptstrasse 236
Die Hauptstrasse 236 ist eine Hauptstrasse im Kanton Bern in der Schweiz. Sie führt von Aarberg durch die Ortschaft Frienisberg über den östlichen Rand des Frienisbergs und durch Ortschwaben nach Bern. Weiter im Westen verbindet die Hauptstrasse 235 Aarberg über den Westabhang des Frienisbergs mit Bern.

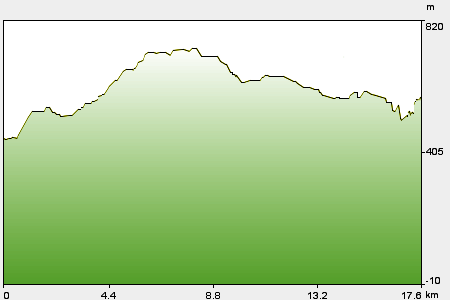
Höhenprofil der Strecke

## Verlauf
Ab Hauptstrasse 22 beim Bahnhof Aarberg auf 456 m ü. M. (im Hauptort des Verwaltungskreises Seeland) führt die Hauptstrasse 236 in südöstlicher Richtung über einen kurzen, steilen Aufstieg durch ein Waldstück nach Aspi bei Seedorf (536 m ü. M.), sodann abfallend und weiter ansteigend nach Seedorf (563 m ü. M.), wo die Hauptstrasse 251 nach Sankt Niklaus bei Koppigen abzweigt. In Seedorf bietet die Strasse eine gute Sicht auf den Chutzenturm auf dem Frienisberg. Durch Baggwil (593 m ü. M.) führt die Strasse bis hoch nach Frienisberg (662 m ü. M.), wo sie neben dem ehemaligen Zisterzienserkloster Frienisberg liegt.
Den höchsten Streckenpunkt (728 m ü. M.) erreicht die Strasse an der östlichen Flanke des bewaldeten Frienisbergs. Durch das mehrheitlich abfallende Waldgelände führt die Strecke weiter gegen Südosten nach Meikirch (654 m ü. M.) mit Sicht auf die Stadt Bern und die Berner Alpen. Ab dort führt die Strasse weiter durch offenes Gelände über Ortschwaben (582 m ü. M.), wo sie die Hauptstrasse 235.4 kreuzt, und Herrenschwanden (564 m ü. M.). An der Talflanke «Halen» verläuft sie hinab zu einem Kreisel, in dem sie mit der Hauptstrasse 235.6 verbunden ist, und von welchem aus die 1913 eröffnete Halenbrücke (515 m ü. M.) die Aare überquert. Das Bauwerk ist ein Kulturgut von nationaler Bedeutung.
Über der Mitte der Aare erreicht die Hauptstrasse das Stadtgebiet von Bern. Auf dem «Brüggbode» trifft sie auf die alte Neubrückstrasse, mit der sie wiederum ansteigend durch den Bremgartenwald zum A1 Autobahnanschluss 36 Bern-Neufeld (571 m ü. M.) am Stadtrand von Bern führt. Von der Kreuzung Neubrückstrasse-Bremgartenstrasse-Studerstrasse am Rande des Berner Neufeldquartiers verbindet sie das städtische Strassennetz mit der Autobahn und mit dem Neufeldtunnel.

## Geschichte
Die heutige Hauptstrasse 236 entspricht der historischen Strassenverbindung von Bern nach Aarberg (und weiter nach Neuenburg und Nidau), die im Inventar historischer Verkehrswege der Schweiz beschrieben ist und bereits in der zweiten Hälfte des 18. Jahrhunderts regelmässigen Postverkehr mit Postkutschen hatte.
Der Ausbau der Strecke Aarberg-Bern zu einer nach dem Stand der damaligen Ingenieurkunst konstruierten Strasse, einer Kunststrasse des Typs der Berner «Chausée», erfolgte in den Jahren 1740 bis 1745. Die Strecke war einer der ersten Verkehrsträger, den die Berner Republik als Teil des umfassenden Strassennetzes plante und ausführte.
Die Streckenführung der Hauptstrasse 236 ist mit dieser historischen Strassenverbindung aus dem 18. Jahrhundert weitgehend identisch, mit Ausnahme des Aareüberganges. Die Wurzeln der Route liegen jedoch noch weiter zurück; sie stammt spätestens aus der hochmittelalterlichen Zeit des Klosters Frienisberg und diente als dessen Verbindungsweg nach Aarberg und Bern. Der Aareübergang führte, bis zur Eröffnung der Halenbrücke 1913, während fast 450 Jahren über die 800 Meter flussaufwärts gelegene Neubrügg.
Bei Herrenschwanden und Frienisberg stehen neben der Strasse alte Berner Stundensteine.